# Карін Баккум
Карін Баккум (нід. Carin Bakkum; нар. 25 липня 1962) — колишня нідерландська тенісистка.
Найвищу одиночну позицію світового рейтингу — 141 місце досягла 27 березня 1989, парну — 69 місце — 22 червня 1987 року.
Здобула 2 одиночні та 1 парний титул.
Найвищим досягненням на турнірах Великого шолома був чвертьфінал в змішаному парному розряді.

## Фінали за кар'єру

### Парний розряд (1–4)
| Результат | W-L | Дата     | Турнір                        | Покриття | Партнерка           | Суперниці                        | Рахунок              |
| --------- | --- | -------- | ----------------------------- | -------- | ------------------- | -------------------------------- | -------------------- |
| Перемога  | 1.  | Лип 1986 | Perugia, Італія               | Ґрунт    | Ніколь Ягерман      | Чілла Бартош-Черепі Емі Голтон   | 6–4, 6–4             |
| Поразка   | 1.  | Лис 1988 | Rainha Cup 1988, Бразилія     | Тверде   | Сімоне Шилдер       | Беттіна Фулько Мерседес Пас      | 3–6, 4–6             |
| Поразка   | 2.  | Лип 1989 | Belgian Open 1989, Бельгія    | Ґрунт    | Сімоне Шилдер       | Манон Боллеграф Мерседес Пас     | 1–6, 2–6             |
| Поразка   | 3.  | Лип 1990 | Swedish Open, Швеція          | Ґрунт    | Ніколе Мунс-Ягерман | Мерседес Пас Тіна Шоєр-Ларсен    | 3–6, 7–6(12–10), 2–6 |
| Поразка   | 4.  | Лип 1990 | Estoril Open 1990, Португалія | Ґрунт    | Ніколе Мунс-Ягерман | Сандра Чеккіні Патрісія Тарабіні | 6–1, 2–6, 3–6        |

## Фінали ITF

### Фінали в одиночному розряді: (2–2)
| турніри $100,000 |
| турніри $75,000  |
| турніри $50,000  |
| турніри $25,000  |
| турніри $10,000  |

| Результат | Ранг | Дата              | Турнір                   | Покриття   | Суперниця           | Рахунок       |
| Перемога  | 1.   | 9 вересня 1985    | Валенсія, Іспанія        | Ґрунт      | Ніколе Мунс-Ягерман | 6–3, 6–3      |
| Перемога  | 2.   | 18 листопада 1985 | Чешир, Велика Британія   | Килим      | Яна Новотна         | 5–7, 6–3, 6–2 |
| Поразка   | 3.   | 29 червня 1987    | Мехіко, Мексика          | Тверде     | Андреа Тьєцці       | 1–6, 5–7      |
| Поразка   | 4.   | 3 жовтня 1988     | Істборн, Велика Британія | Тверде (i) | Сесілія Дальман     | 6–7, 0–6      |

### Фінали в парному розряді: (12–2)
| Результат | No  | Дата            | Турнір                            | Покриття   | Партнерка           | Суперниці                                    | Рахунок       |
| Перемога  | 1.  | 16 вересня 1985 | Майорка, Іспанія                  | Ґрунт      | Ніколе Мунс-Ягерман | Ніноска Соуто Інмакулада Варас               | 6–4, 6–0      |
| Перемога  | 2.  | 12 травня 1986  | Лі-он-зе-Солент, Велика Британія  | Ґрунт      | Ніколе Мунс-Ягерман | Емманюель Дерлі Геллас Тер Ріт               | 7–6, 3–6, 6–1 |
| Перемога  | 3.  | 16 червня 1986  | Феєтвілл, США                     | Тверде     | Манон Боллеграф     | Діґна Кетелар Теміс Замбржицькі              | 6–3, 7–6(7–3) |
| Перемога  | 4.  | 14 липня 1986   | Ландскруна, Швеція                | Ґрунт      | Ніколе Мунс-Ягерман | Манон Боллеграф Маріанне ван дер Торре       | 4–6, 6–2, 6–2 |
| Перемога  | 5.  | 29 червня 1987  | Мехіко, Мексика                   | Тверде     | Теміс Замбржицькі   | Лусіла Бесерра Малука Льямас                 | 6–3, 6–4      |
| Поразка   | 6.  | 21 березня 1988 | Байонна, Франція                  | Тверде     | Сімоне Шилдер       | Паскаль Параді Катрін Танв'є                 | 6–4, 2–6, 4–6 |
| Перемога  | 7.  | 3 жовтня 1988   | Істборн, Велика Британія          | Тверде (i) | Сімоне Шилдер       | Валда Лейк Анн Сімпкін                       | 6–4, 6–4      |
| Перемога  | 8.  | 10 жовтня 1988  | Телфорд (Англія), Велика Британія | Тверде     | Сімоне Шилдер       | Белінда Борнео Сара Салліван                 | 7–6(7–4), 6–0 |
| Перемога  | 9.  | 31 жовтня 1988  | Гуаружа, Бразилія                 | Ґрунт      | Сімоне Шилдер       | Клаудія Чабалгойті Лусіана Делла Каза        | 0–6, 6–3, 6–4 |
| Перемога  | 10. | 28 жовтня 1991  | Мадейра, Португалія               | Тверде     | Майке Бабель        | Роса Б'єльса Ханет Соуто                     | 6–3, 6–2      |
| Перемога  | 11. | 20 квітня 1992  | Рамат-га-Шарон, Ізраїль           | Тверде     | Інгелісе Дрігейс    | Габі Горенгель Яел Сегал                     | 6–2, 6–1      |
| Перемога  | 12. | 12 липня 1993   | Евансвілл (Індіана), США          | Тверде     | Наґано Хіромі       | Марезе Жубер Рене Менц                       | 6–2, 6–2      |
| Перемога  | 13. | 1 серпня 1994   | Мюнхен, Німеччина                 | Ґрунт      | Гелена Вілдова      | Сільвія Рамон-Кортес Крістіна Торренс-Валеро | 7–6(7–4), 6–0 |
| Поразка   | 14. | 29 серпня 1994  | Стамбул, Туреччина                | Тверде     | Майке Каутстал      | Петра Рацлавська Ленка Немечкова             | 2–6, 3–6      |